# همایون (فیلم)
همایون (به هندی: Humayun) فیلمی محصول سال ۱۹۴۵ و به کارگردانی محبوب خان است. در این فیلم بازیگرانی همچون آشوک کومار، وینا، نرگس دات، چاندرا موهان، کی.ان. سینگ ایفای نقش کرده‌اند.